# Рустикальний банк
Рустикальний банк, або Цісарсько-королівський упривілейований селянський заклад кредитовий — банк, який у 1867 (чи 1868) році у Львові заснували греко-католицький митрополит Спиридон Литвинович, князь К. Яблоновський, барони-брати А. і М. Ромашкани, український галицький політик Юліян Лаврівський та львівський правник Г. Фрід (єврей).
6 квітня 1884 почали роботу ц.-к. (урядові) ліквідатори банку.